# Curel (Alpes-de-Haute-Provence)
Curel ist eine französische Gemeinde mit 59 Einwohnern (Stand 1. Januar 2022) im Département Alpes-de-Haute-Provence in der Region Provence-Alpes-Côte d’Azur. Sie gehört zum Arrondissement Forcalquier und zum Kanton Sisteron. Die Bewohner nennen sich Curelais.

## Geographie
Die Gemeinde liegt im Tal des Jabron und grenzt im Norden an Lachau und Éourres, im Osten an Saint-Vincent-sur-Jabron und Châteauneuf-Miravail sowie im Süden und Westen an Montfroc. Der Dorfkern befindet sich auf 747 m.

## Bevölkerungsentwicklung
| Jahr      | 1962 | 1968 | 1975 | 1982 | 1990 | 1999 | 2008 | 2012 |
| --------- | ---- | ---- | ---- | ---- | ---- | ---- | ---- | ---- |
| Einwohner | 50   | 38   | 31   | 28   | 37   | 57   | 51   | 54   |